# Horten H.VI
Horten H.VI byl německý kluzák bratrů Hortenových, kteří jej navrhli jako samokřídlo během druhé světové války. Letoun vycházel z předchozího kluzáku Horten H.IV a měl posloužit pro výzkum křídla s vysokým poměrem stran. Bratři Hortenové postavili 2 prototypy během roku 1944.
Letové zkoušky ukázaly, že letoun trpěl při rychlostech nad 128 km/h třepotáním konců křídel.
Říšské ministerstvo letectví (RLM) přidělilo letounu identifikátor 8-253 a odvozeně Horten Ho 253.
Druhý prototyp V2 je vystaven v Národním muzeu letectví a kosmonautiky, centrum Stevena F. Udvar-Házy, kam byl přepraven během druhé poloviny 40. let 20. století.

## Konstrukce
Konstrukce jednomístného letounu vycházela z konceptu samokřídla, letoun tedy postrádal klasické ocasní plochy. Konstrukce trupu se skládala z trubek, k němuž byly připojeny křídla s dřevěnou nosnou konstrukcí. Trup letounu a část křídel byly potaženy překližkou. Část křídel, která nebyla potažena překližkou byla potažena plátnem. Pilot řídil letoun v částečném lehu na břiše. Křídlo letounu mělo vysoký poměr stran 32,4:1. Pružnost dlouhých křídel komplikovala manipulaci s letounem na zemi. Což mělo také vést k upuštění od tohoto konceptu.

## Specifikace (H.VI)

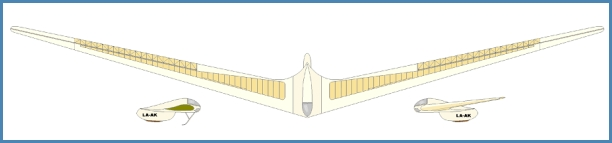
Nákres H.VI

Technické údaje dle National Air and Space Museum

### Technické údaje
- Posádka: 1 pilot
- Rozpětí: 24,3 m
- Délka: 2,5 m
- Výška: 1 m
- Prázdná hmotnost: 330 kg
- Max. vzletová hmotnost : 410 kg

### Výkony
- Optimální rychlost pro klouzání: 84 km/h
- Maximální rychlost: 200 km/h